# Jakub Kołas
Jakub Kolas, (egentligen Kanstantsin Mitskievitj) 3 november 1882 i Stoŭbtsy, död 13 augusti 1956 i Minsk, var en vitrysk poet, lärare och aktivist i den "vitryska pånyttfödelsen" (1903-21). Tillsammans med Janka Kupala räknas han som en av den moderna vitryska litteraturens grundare.
Kołas tog examen från lärarakademin i Njasvizj 1902. Åren 1908-11 fängslades han av de tsarryska myndigheterna för sina strävanden att öppna vitryska skolor, vilket förbjudits av regimen. Han gjorde flera bidrag till den vitryska tidskriften Naša niva, bland annat två klassiska narrativa poem. Ett centralt tema i hans diktning var de vitryska böndernas liv och han antog därför pseudonymen "Kolas", vilket betyder "ax" på vitryska.
Efter ryska revolutionen kunde han verka legalt i det nyupprättade Vitryska SSR och 1926 fick han hederstiteln "folkets poet". 1928 blev han vice president för den vitryska vetenskapsakademin. På grund av det hårdnande förtrycket under Stalin tvingades Kolas anpassa sin diktning till sovjetregimens krav.
Han tilldelades Stalinpriset 1946 och 1949.